# قونية
قُونِيَة (بالتركية: Konya)، مدينة تركية، وهي في محافظة تحمل نفس الاسم تقع في وسط جنوب الأناضول. بلغت ذروة مجدها عندما كانت عاصمة الدولة السلجوقية قبل الغزو المغولي. وهي مسقط رأس رئيس الوزراء التركي السابق أحمد داود أوغلو. وبها موقع معركة قونية التي انتصر فيها الجيش المصري على العثمانيين عام 1832م.
تشتهر مدينة قونية بصناعة السجاد المنسوج في المنازل. وتضم مسجد علاء الدين الموجود، بالمدينة أضرحة عدة حيث دفن ثمانية أمراء لسنجق قونية وكذلك ضريح جلال الدين الرومي، والمعروف باسم مولانا، وهو الصوفي البلخي مؤسس المولوية. وذكر كتاب تاريخ الخلفاء للسيوطي أن المسلمين سيطروا عليها عام 105 هجرية بقيادة مروان بن محمد. قامت بالقرب منها معركة قونية المفصلية بين الجيش المصري بقيادة إبراهيم باشا ابن محمد علي باشا وقوات السلطان العثماني محمود الثاني بتاريخ 21 ديسمبر 1832. وأسفرت مما أسفرت عنه سيطرة محمد علي باشا على الشام - سوريا ووقوع الصدر الأعظم رشيد باشا في الأسر. وكان لها تبعات أخرى تجللت باتفاقية كوتاهيه.

## أصل التسمية
قونية، كانت معروفة في العصور الكلاسيكية القديمة وخلال فترة القرون الوسطى كما Ἰκόνιον (إيكونيون) باللغة اليونانية وكما إكونيوم في اللاتينية. ويشار إلى هذا الاسم عادة على أنه اشتقاق من εἰκών (رمز)، كما أسندت أسطورة يونانية قديمة اسمها إلى «إيكون» (صورة)، أو «رئيس جورجون (ميدوسا)»، الذي هزم بيرسيوس السكان الأصليين قبل تأسيس. في بعض النصوص الإنجليزية التاريخية، يظهر اسم المدينة ككونيا أو كونيا.

## التاريخ

### التاريخ القديم

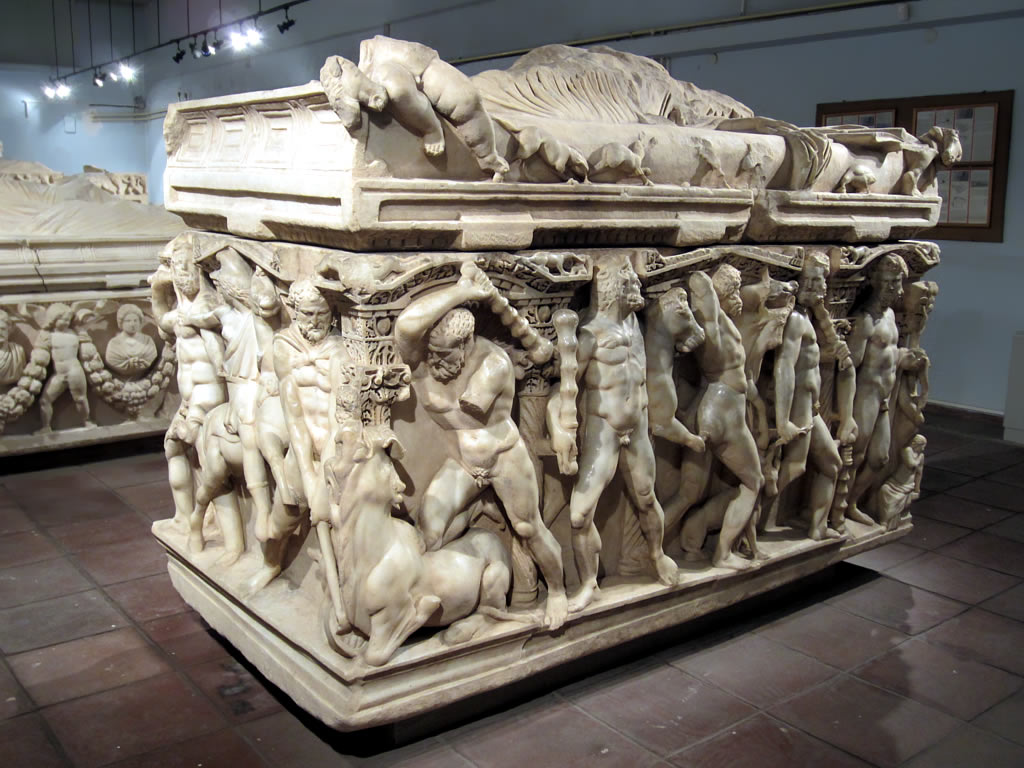
تابوت هرقل (حوالي 250-260 م) في متحف قونية الأثري.

وقد أظهرت الحفريات أن المنطقة كانت مأهولة خلال العصر النحاسى المتأخر، حوالي 3000 قبل الميلاد. وتأتي المدينة تحت تأثير الحثيين حوالي 1500 قبل الميلاد. في وقت لاحق تم تجاوزها من قِبل شعوب البحر في حوالي 1200 قبل الميلاد.
أسس فريجيان مملكتهم في وسط الأناضول في القرن الثامن قبل الميلاد. يصف زينوفون إكونيوم، كما كان يسمى المدينة، ومدينة فريجيا الأخيرة. وقد طغت المنطقة غزاة سيمريان 690 قبل الميلاد. وكان في وقت لاحق جزءًا من الإمبراطورية الفارسية، حتى هزم داريوس الثالث من قِبل الإسكندر الأكبر في 333 قبل الميلاد. انفجرت إمبراطورية الإسكندر بعد وفاته بفترة وجيزة، وأصبحت المدينة تحت حكم سلوقس الأول نيكاتور. خلال الفترة الهلنستية كانت المدينة يحكمها ملوك بيرغامون. كما اتالوس الثالث، آخر ملك بيرغامون، كان على وشك الموت دون وريث، وقال انه مورث مملكته إلى الجمهورية الرومانية. مرة واحدة أدرجت في الإمبراطورية الرومانية، تحت حكم الإمبراطور كلوديوس، تم تغيير اسم المدينة إلى كلوديوكونيوم، وخلال حكم الإمبراطور هادريانوس إلى كولونيا ايليا هادريانا.
الرسل بولس وبرنابا بشروا في إيقونية خلال رحلتهم التبشيرية الأولى في حوالي 47-48 ميلادي (انظر أعمال 51:13، أعمال 1:14-5 وأعمال 21:14)، بعد أن تعرضوا للاضطهاد في أنطاكية، زارها بولس على الأرجح مرة أخرى خلال رحلة بولس الثانية التبشيرية في حوالي 50 (انظر أعمال 2:16). وخلال زيارتهم إلى مجمع اليهود في إيقونية فانشق جمهور المدينة فكان بعضهم مع اليهود وبعضهم مع الرَّسُولين، مما أثار اضطرابات جرت خلالها محاولات لحجر الرسل. هربوا إلى لِسترة ودربة، مدن ليكأونية. استرجع بولس هذه التجربة في رسالته الثانية إلى تيموثاوس (2 تيموثاوس 10:3-13)، ولذلك اقترح اللاهوتي الأمريكي ألبرت بارنز أن تيموثاوس كان حاضرًا مع بول في إيقونية وأنطاكية ولِسترة. أصبحت المدينة مقر الأسقف، الذي في القسطنطينية. 370 أثيرت إلى حالة العاصمة، مع سانت أمفيلوشيوس كأول أسقف العاصمة.
في أسطورة مسيحية، استنادًا إلى قوانين ملف بولس وثيكلا، كانت إيقونية أيضًا مسقط رأس القديس ثيكلا، الذي أنقذ المدينة من هجوم من قِبل الإيسوريين.
تحت الإمبراطورية البيزنطية، كانت المدينة جزءًا من موضوع الأناضولية. خلال القرنين الثامن والعاشر، كانت المدينة وحصن كابالا (الكابالا) القريب (بالتركية: Gevale Kalesi) هدفًا متكررا للهجمات العربية كجزء من الحروب العربية البيزنطية.

### العصر السلجوقي

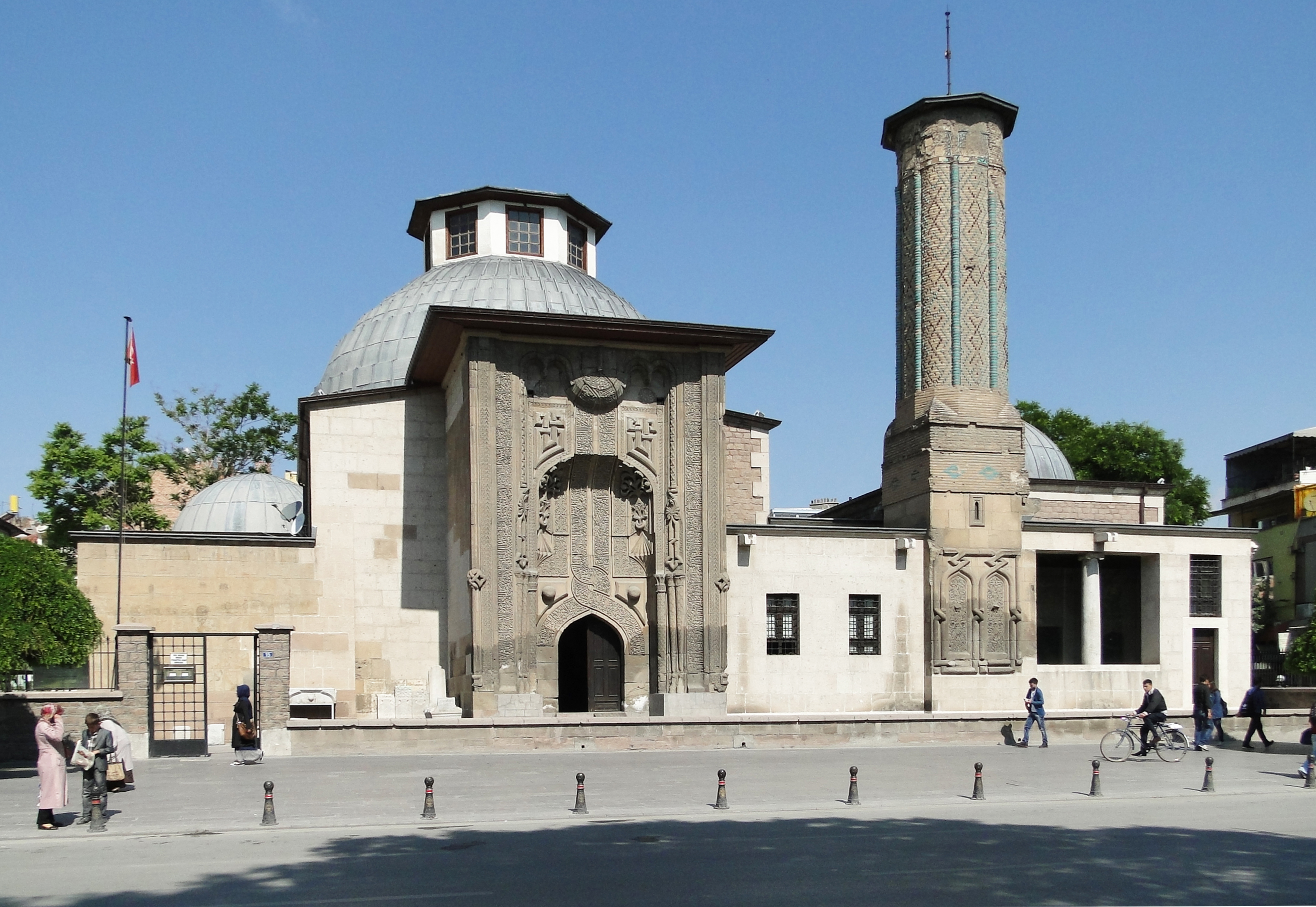
مئذنة إنس ميدز (1279) في قونية.

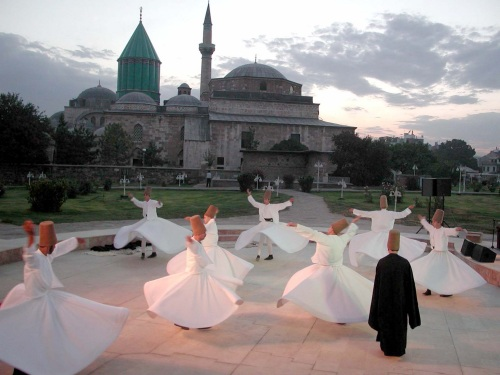
تأسست في عام 1273، والنظام الصوفي ميفليفي ودراويشها الدوارة هي من بين الرموز الشهيرة من قونية وتركيا.

هاجم الأتراك السلاجقة لأول مرة المنطقة في حصار إيقونية عام 1069، ولكن فترة من الفوضى طغت على الأناضول بعد الانتصار السلجوقي في معركة ملاذكرد في 1071، وارتفع زعيم المرتزقة نورمان روسيل دي بايليول في ثورة في إيقونية. المدينة غزاها أخيرًا السلاجقة في عام 1084. من 1097 إلى 1243 كانت عاصمة دولة سلاجقة الروم. احتلت لفترة وجيزة من قِبل الصليبيين جودفري (أغسطس 1097)، وفريدرش الأول بربروسا (18 مايو 1190) بعد معركة قونية (1190). وقد استعاد الأتراك المنطقة.
تم تغيير اسم المدينة إلى قونية من قِبل مسعود الأول في 1134.[بحاجة لمصدر]
وصلت قونية إلى ذروة ثروتها ونفوذها في النصف الثاني من القرن الثاني عشر عندما قام السلاجقة الروم أيضًا بتخريب بيليكس الأناضول إلى الشرق، وخاصة من الدنماركيين، وبالتالي وضع حكمهم على كل شرق الأناضول تقريبًا، وكذلك الحصول على العديد من مدن الموانئ على طول البحر الأبيض المتوسط (بما في ذلك ألانيا) والبحر الأسود (بما في ذلك سينوب) وحتى الحصول على موطئ قدم لحظة في سوداك، شبه جزيرة القرم. استمر هذا العصر الذهبي حتى العقود الأولى من القرن الثالث عشر.[بحاجة لمصدر]
هاجر العديد من الفرس والأتراك الفارسيين من بلاد فارس وآسيا الوسطى إلى المدن الأناضولية إما للهروب من المغول الغازية أو للاستفادة من الفرص المتاحة للمسلمين المتعلمين في المملكة التي أنشئت حديثًا. وبحلول 1220، كانت مدينة قونية مليئة باللاجئين من إمبراطورية خوارزمية. سلطان كيقباد أنا عززت المدينة وبنيت القصر على رأس القلعة. في عام 1228 دعا بهاء الدين فيليد وابنه الرومي، مؤسس نظام ميفليفي، للاستقرار في قونية.[بحاجة لمصدر]
في 1243، بعد الهزيمة السلجوقية في معركة جبل كوسه، تم القبض على قونية من قبل المغول أيضُا. وظلت المدينة عاصمة السلاطين السلجوقيين، وضمت إلى إلخانات حتى نهاية القرن.[بحاجة لمصدر]

### عصر كارامانيد
بعد سقوط السلطنة السلجوقية في الأناضول عام 1307، أصبحت قونية عاصمة بيليك تركية (الإمارة). التي استمرت حتى 1322 عندما تم القبض على المدينة من قبل بيليك المجاورة من كارامانوغلو. في عام 1420، سقط بيليك كارامانوغلو إلى الإمبراطورية العثمانية، وفي عام 1453، تم جعل قونية عاصمة مقاطعة كارامان إياليت.

### العصر العثماني
خلال الحكم العثماني، كان قونية تُدار من قِبل أبناء السلطان (شاهزاده)، بدءًا من شاهزاده مصطفى وشاهزاده جم (أبناء السلطان محمد الثاني)، وبعد ذلك السلطان سليم الثاني. بين عامي 1483 و1864، كانت قونية هي العاصمة الإدارية لكارامان إياليت. خلال فترة التنظيمات، كجزء من نظام ولاية أدخلت في عام 1864، أصبحت قونية مقعد فيلايت أكبر من قونية التي حلت محل كارمان إياليت.

### حرب الاستقلال التركية

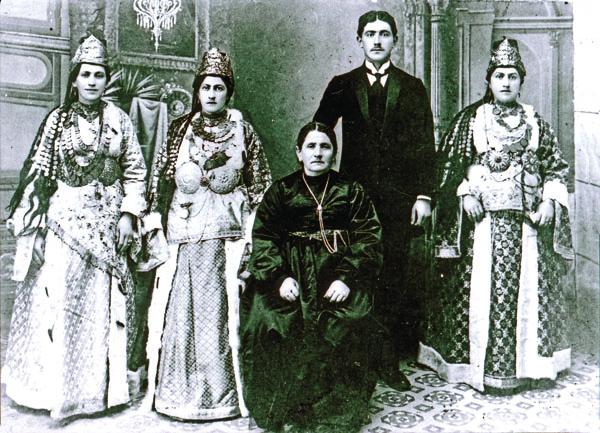
الإغريق من قونية.

كانت قونية قاعدة جوية رئيسية خلال حرب الاستقلال التركية. في عام 1922، أعيدت تسمية سلاح الجو باسم المفتشية للقوات الجوية وكان مقرها الرئيسي في قونية. الجناح الجوي الثالث للقيادة الجوية الأولى يقع في قاعدة قونية الجوية. الجناح يسيطر على طائرة بوينغ 737 إو بيس إيجل من سلاح الجو التركي.

### التبادل السكاني بين اليونان وتركيا
في عام 1923 في إطار التبادل السكاني بين اليونان وتركيا، اليونانيين الذين سكنوا مدينة قونية غادروا كلاجئين واستقروا في اليونان. وفي الوقت نفسه جاء تدفق كبير من الألبان واستقر في المنطقة.

### حقبة الجمهورية
كانت قونية مركزًا للزراعة في مطلع القرن العشرين.[بحاجة لمصدر] منذ أواخر القرن العشرين، تنوع الاقتصاد.
تم بناء الطريق السريع ميرام في عام 1950.[بحاجة لمصدر]
أُقيم أول معرض ومعرض قونية الوطني في عام 1968.[بحاجة لمصدر]
وقد تم التبرع بمتحف كويونوغلو إلى المدينة في عام 1973 وأعيد افتتاحه في مبنى جديد.[بحاجة لمصدر]

## الحكومة

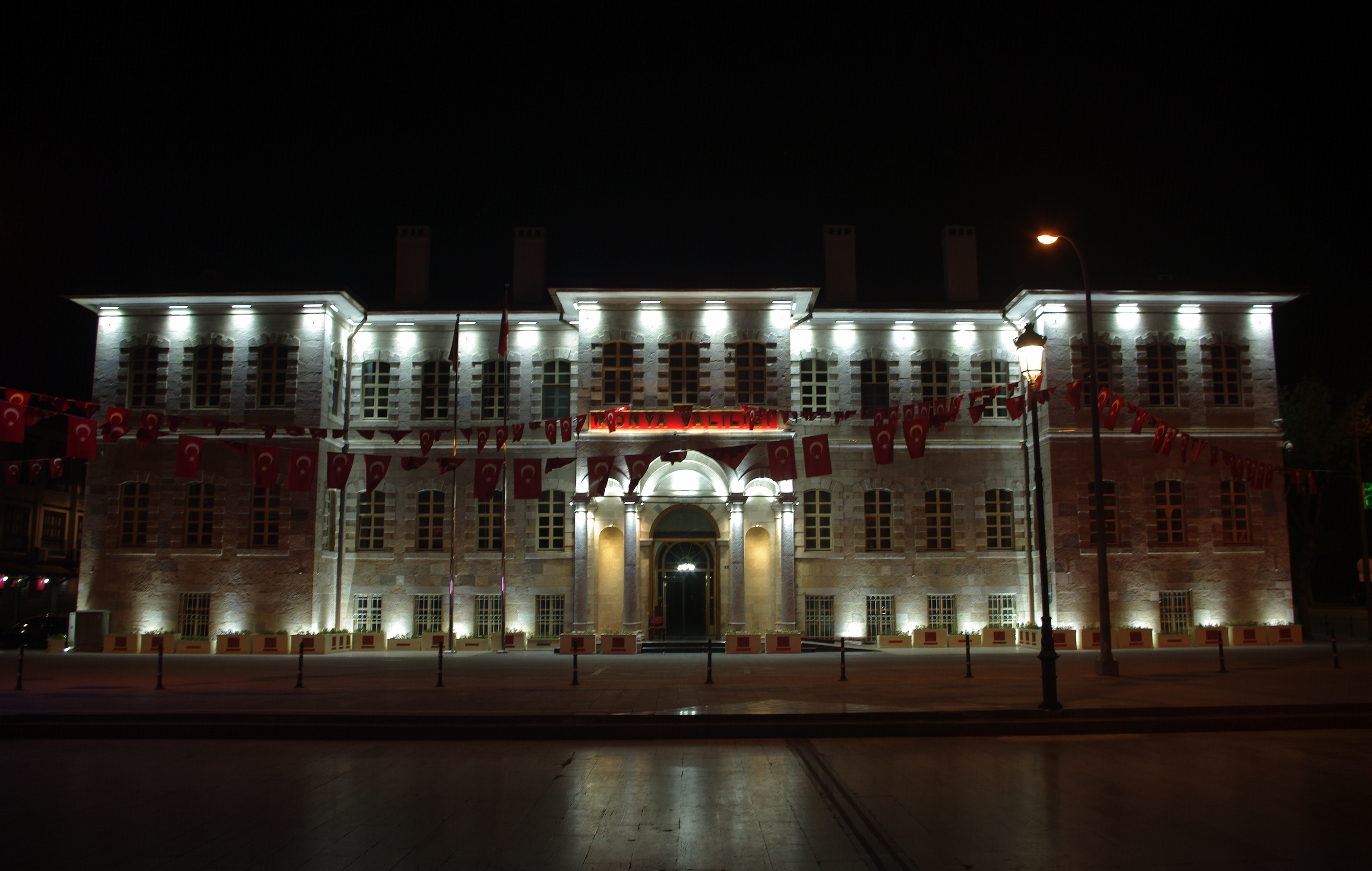
مقاطعة قونية.

تأسست الإدارة المحلية الأولى في قونية في عام 1830. تم تحويل هذه الإدارة إلى بلدية في عام 1876. وفي مارس 1989، أصبحت البلدية بلدية متروبولية. وحتى ذلك التاريخ، كان لدى قونية ثلاث بلديات مركزية (ميرام، سيلكوكلو، كاراتاي) وبلدية متروبولية.

## الجغرافيا
قونية هي مركز أكبر مقاطعة، أكبر سهل وهي من بين أكبر المدن في البلاد. وهي المدينة السابعة الأكثر اكتظاظا بالسكان في تركيا.
تقع مدينة قونية في الجزء الجنوبي من منطقة الأناضول الوسطى. الأرض واسعة ومسطحة مع الكثير من الأراضي المنخفضة والهضاب. وتغطي الهضاب السهوب الغنية، وبالتالي تؤثر على قطاع الزراعة. بالإضافة إلى ذلك، فإن الجزء الجنوبي من قونية محاطا إلى حد كبير بسلسلة جبال طوروس.

### البحيرات
بحيرة توز، والمعروفة في التركية كما توز غولو، هي ثاني أكبر بحيرة في جميع أنحاء تركيا. وتزود هذه البحيرة تركيا بكميات كبيرة من الطلب على الملح في تركيا.
بحيرة بيسهير تقع على الجزء الغربي من قونية وتقع بالقرب من الحدود. ومن المعروف أن تكون أكبر المياه العذبة في وقت متأخر في تركيا واحدة من الحدائق الوطنية الأكثر أهمية. بحيرة بيسهير مهمة للسياحة في قونية وجذب الآلاف من الناس كل عام إلى 2 الشواطئ و22 جزيرة للمياه والرياضات الجبلية.
تقع بحيرة ليك على حدود مقاطعة كارابينار وتعتبر منطقة طبيعية محمية بشكل كبير.

### المناخ
ويوجد في قونية مناخ شبه قاحلة بارد (بسك) تحت تصنيف كوبن ومناخ قاري صيفي ساخن (دكا) أو صيف حار في المحيطات (دوا) تحت تصنيف تريوارثا.
درجات الحرارة الصيفية 30 درجة مئوية (86 درجة فهرنهايت). وكانت أعلى درجة حرارة سجلت في قونية 40.6 درجة مئوية (105 درجة فهرنهايت) في 30 يوليو 2000. متوسط الشتاء -4.2 درجة مئوية (24 درجة فهرنهايت). وكانت أدنى درجة حرارة سجلت -26.5 درجة مئوية (-16 درجة فهرنهايت) في 6 فبراير 1972. بسبب ارتفاع قونية وصيفها الجاف، ودرجات الحرارة ليلا في أشهر الصيف هي باردة. مستويات هطول الأمطار منخفضة، ولكن يمكن ملاحظة هطول الأمطار على مدار السنة.
| البيانات المناخية لـ{{{location}}} | البيانات المناخية لـ{{{location}}} | البيانات المناخية لـ{{{location}}} | البيانات المناخية لـ{{{location}}} | البيانات المناخية لـ{{{location}}} | البيانات المناخية لـ{{{location}}} | البيانات المناخية لـ{{{location}}} | البيانات المناخية لـ{{{location}}} | البيانات المناخية لـ{{{location}}} | البيانات المناخية لـ{{{location}}} | البيانات المناخية لـ{{{location}}} | البيانات المناخية لـ{{{location}}} | البيانات المناخية لـ{{{location}}} | البيانات المناخية لـ{{{location}}} |
| الشهر                              | يناير                              | فبراير                             | مارس                               | أبريل                              | مايو                               | يونيو                              | يوليو                              | أغسطس                              | سبتمبر                             | أكتوبر                             | نوفمبر                             | ديسمبر                             | المعدل السنوي                      |
| ---------------------------------- | ---------------------------------- | ---------------------------------- | ---------------------------------- | ---------------------------------- | ---------------------------------- | ---------------------------------- | ---------------------------------- | ---------------------------------- | ---------------------------------- | ---------------------------------- | ---------------------------------- | ---------------------------------- | ---------------------------------- |
| الدرجة القصوى °م (°ف)              | 17.6 (63.7)                        | 23.8 (74.8)                        | 28.9 (84.0)                        | 31.5 (88.7)                        | 34.4 (93.9)                        | 37.2 (99.0)                        | 40.6 (105.1)                       | 39.6 (103.3)                       | 36.1 (97.0)                        | 31.6 (88.9)                        | 25.2 (77.4)                        | 21.8 (71.2)                        | 40.6 (105.1)                       |
| متوسط درجة الحرارة الكبرى °م (°ف)  | 4.8 (40.6)                         | 7.1 (44.8)                         | 11.9 (53.4)                        | 17.5 (63.5)                        | 22.3 (72.1)                        | 26.7 (80.1)                        | 30.2 (86.4)                        | 30.1 (86.2)                        | 26.0 (78.8)                        | 19.8 (67.6)                        | 12.9 (55.2)                        | 6.6 (43.9)                         | 18.0 (64.4)                        |
| المتوسط اليومي °م (°ف)             | 0.0 (32.0)                         | 1.4 (34.5)                         | 5.7 (42.3)                         | 11.1 (52.0)                        | 15.7 (60.3)                        | 20.2 (68.4)                        | 23.6 (74.5)                        | 23.1 (73.6)                        | 18.6 (65.5)                        | 12.4 (54.3)                        | 6.1 (43.0)                         | 1.7 (35.1)                         | 11.6 (53.0)                        |
| متوسط درجة الحرارة الصغرى °م (°ف)  | −3.9 (25.0)                        | −3.2 (26.2)                        | 0.0 (32.0)                         | 4.5 (40.1)                         | 8.7 (47.7)                         | 12.8 (55.0)                        | 16.1 (61.0)                        | 15.7 (60.3)                        | 11.1 (52.0)                        | 6.0 (42.8)                         | 0.8 (33.4)                         | −2.3 (27.9)                        | 5.5 (41.9)                         |
| أدنى درجة حرارة °م (°ف)            | −25.8 (−14.4)                      | −26.5 (−15.7)                      | −15.8 (3.6)                        | −8.6 (16.5)                        | −1.2 (29.8)                        | 3.2 (37.8)                         | 6.0 (42.8)                         | 6.6 (43.9)                         | 0.4 (32.7)                         | −7.6 (18.3)                        | −20.0 (−4.0)                       | −22.4 (−8.3)                       | −26.5 (−15.7)                      |
| الهطول مم (إنش)                    | 35.9 (1.41)                        | 28.0 (1.10)                        | 27.5 (1.08)                        | 32.3 (1.27)                        | 43.3 (1.70)                        | 24.3 (0.96)                        | 6.6 (0.26)                         | 5.3 (0.21)                         | 11.8 (0.46)                        | 30.1 (1.19)                        | 32.6 (1.28)                        | 42.0 (1.65)                        | 319.7 (12.57)                      |
| متوسط أيام هطول الأمطار            | 9.8                                | 8.6                                | 8.9                                | 9.4                                | 10.8                               | 6.7                                | 2.3                                | 1.5                                | 3.1                                | 6.3                                | 6.8                                | 9.9                                | 84.1                               |
| ساعات سطوع الشمس الشهرية           | 99.2                               | 124.3                              | 207.7                              | 213.0                              | 279.0                              | 312.0                              | 353.4                              | 347.2                              | 282.0                              | 223.2                              | 156.0                              | 96.1                               | 2٬693٫1                            |
| نسبة وصول أشعة الشمس               | 32.6                               | 40.9                               | 56.2                               | 53.9                               | 63.3                               | 70.4                               | 78.5                               | 82.3                               | 75.7                               | 64.2                               | 51.4                               | 32.5                               | 58.5                               |
| [بحاجة لمصدر]                      |                                    |                                    |                                    |                                    |                                    |                                    |                                    |                                    |                                    |                                    |                                    |                                    |                                    |

## التعليم

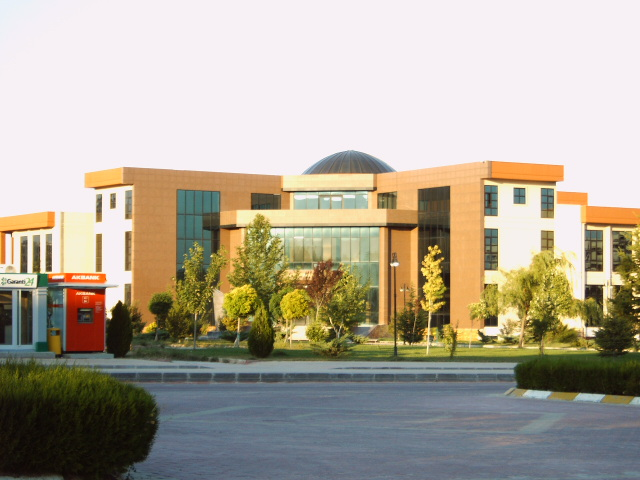
مكتبة جامعة سيلكوك في قونية.

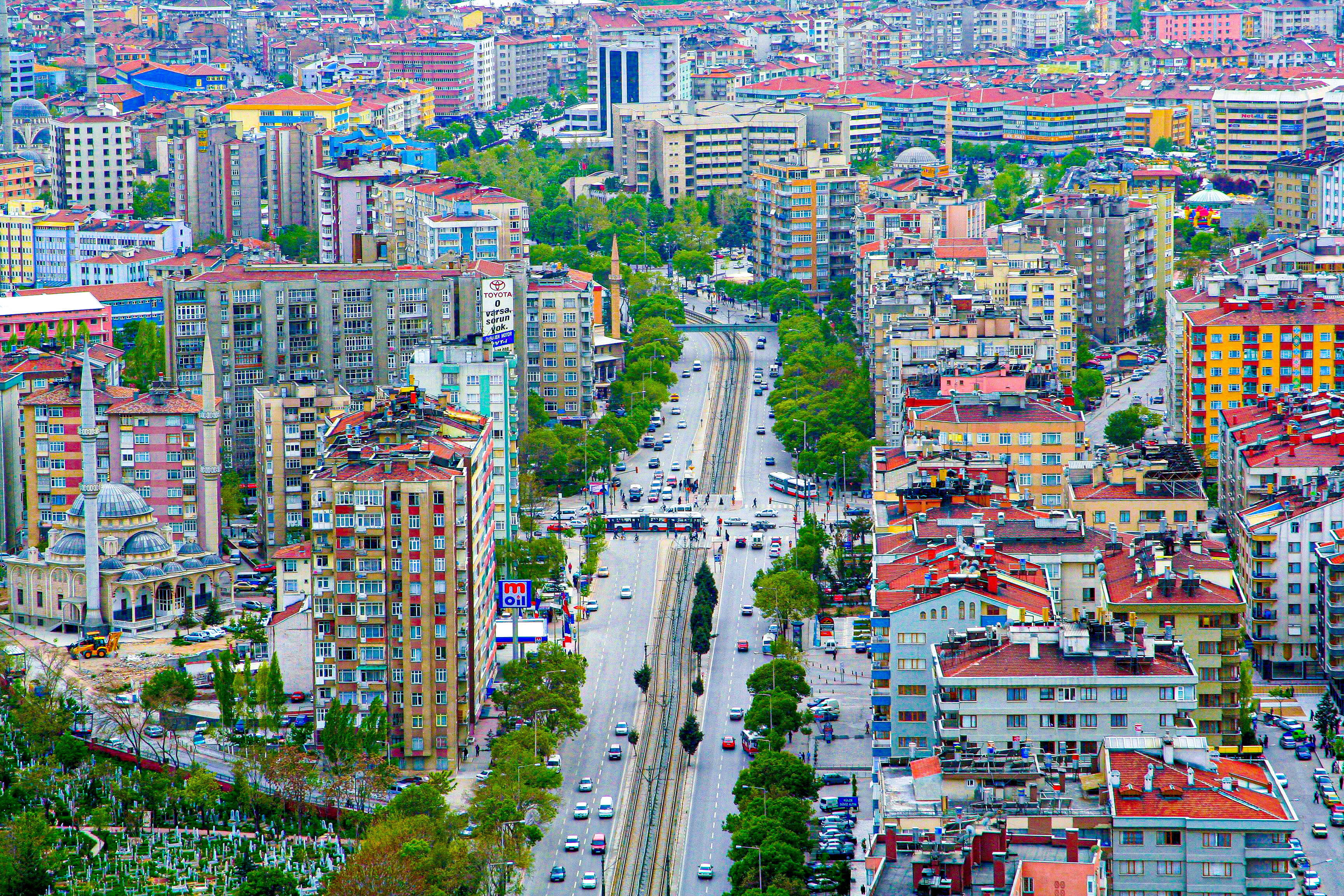
الجادة في سيلكوك، قونية.

قونية تستضيف مركز التدريب التكتيكي النسر الأناضول، ومركز لتدريب الحلفاء الناتو والقوات الجوية الصديقة. ريال مدريد مثل بيئة التدريب مع مساحة واسعة والمعتدين المهرة يوفر فرصة تدريبية للوصول إلى أقصى استعداد القتالية للمقاتلين سلاح الجو.
تعد قونية من بين أفضل 10 مدن في البلاد لمتوسط درجات خريجي المدارس الثانوية.[بحاجة لمصدر] هناك العديد من المدارس الابتدائية والثانوية في المحافظة. ميرام فين ليسيسي هي من بين المدارس العليا للعلوم في تركيا.[بحاجة لمصدر]
قونية هي واحدة من المدن القليلة[بحاجة لمصدر] لاحتواء أكثر من 100,000 طالب جامعي. كان لدى جامعة سيلكوك أكبر عدد من الطلاب، 76,080، من أي جامعة حكومية في تركيا خلال العام الدراسي 2008-09. تأسست في عام 1975. الجامعة العامة الأخرى هي جامعة نجمتين اربكان التي تأسست في قونية في عام 2010.
وتشمل الكليات الخاصة في قونية جامعة كتو كاراتاي.

## الاقتصاد

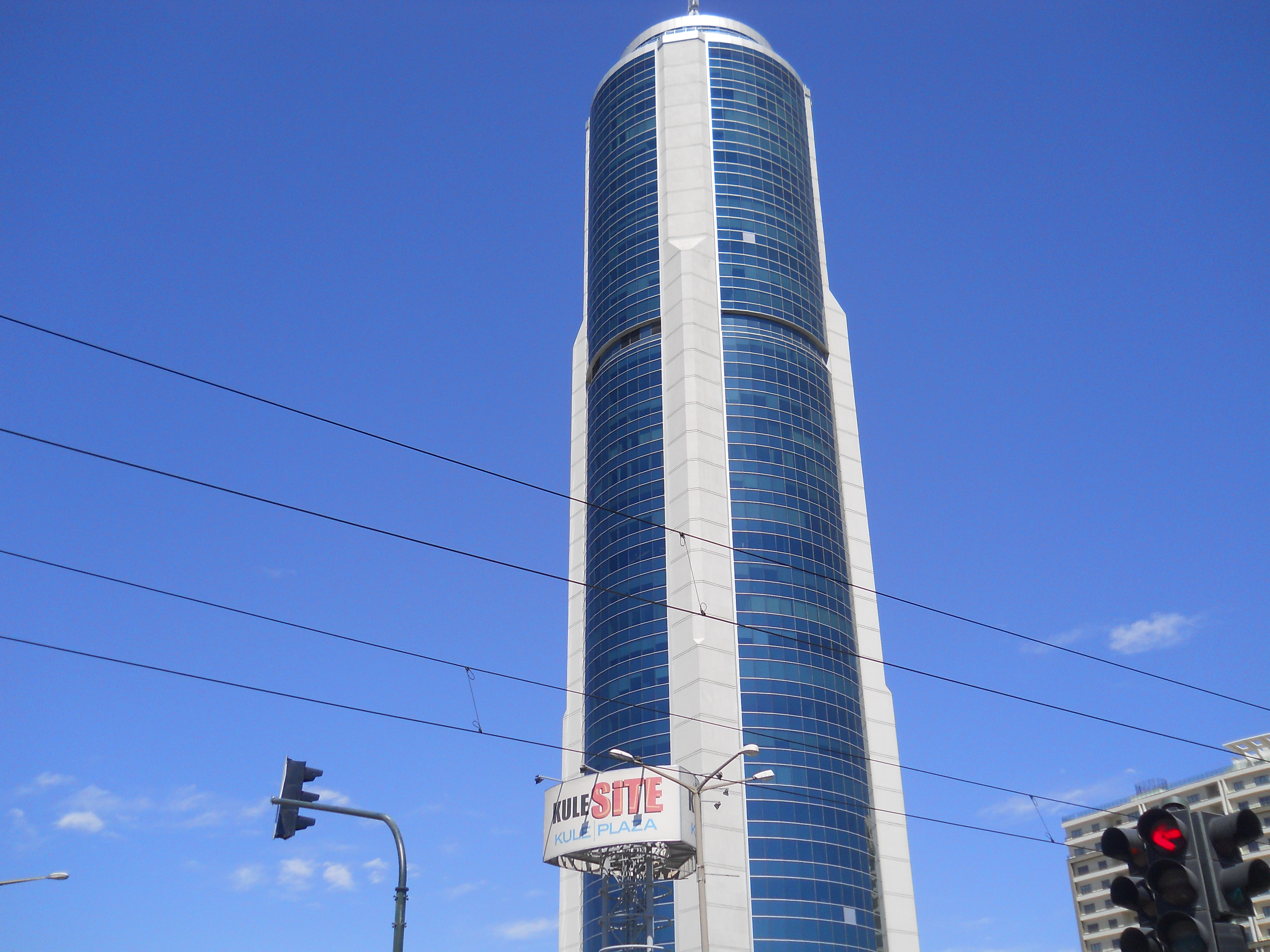
إن برج السلاجقة الذي يضم 42 طابقًا (2006) هو أطول مبنى في قونية.

المدينة هي من بين نمور الأناضول. وهناك عدد من المناطق الصناعية. في عام 2012 وصلت صادرات كونيا إلى 130 دولة. وهناك عدد من التكتلات الصناعية التركية، مثل كومبسان القابضة، ومقرها في قونية.
في حين تلعب الصناعات القائمة على الزراعة دورًا، تطور اقتصاد المدينة إلى مركز لتصنيع مكونات لصناعة السيارات، تصنيع الآلات؛ أدوات زراعية؛ صب الصناعة؛ البلاستيك الطلاء والصناعة الكيميائية. مواد بناء؛ صناعة الورق والتعبئة والتغليف؛ الأطعمة المصنعة؛ المنسوجات؛ وصناعة الجلود.

## النقل والمواصلات

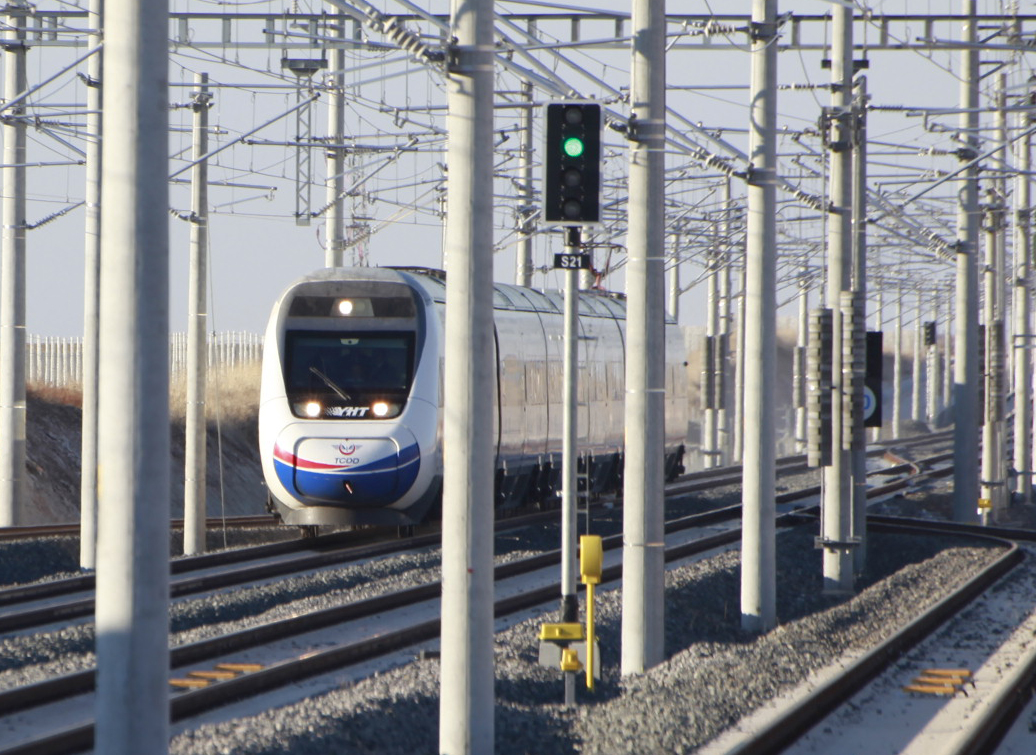
تسد 65000 على خط أنقرة-قونية من السكك الحديدية الحكومية التركية.

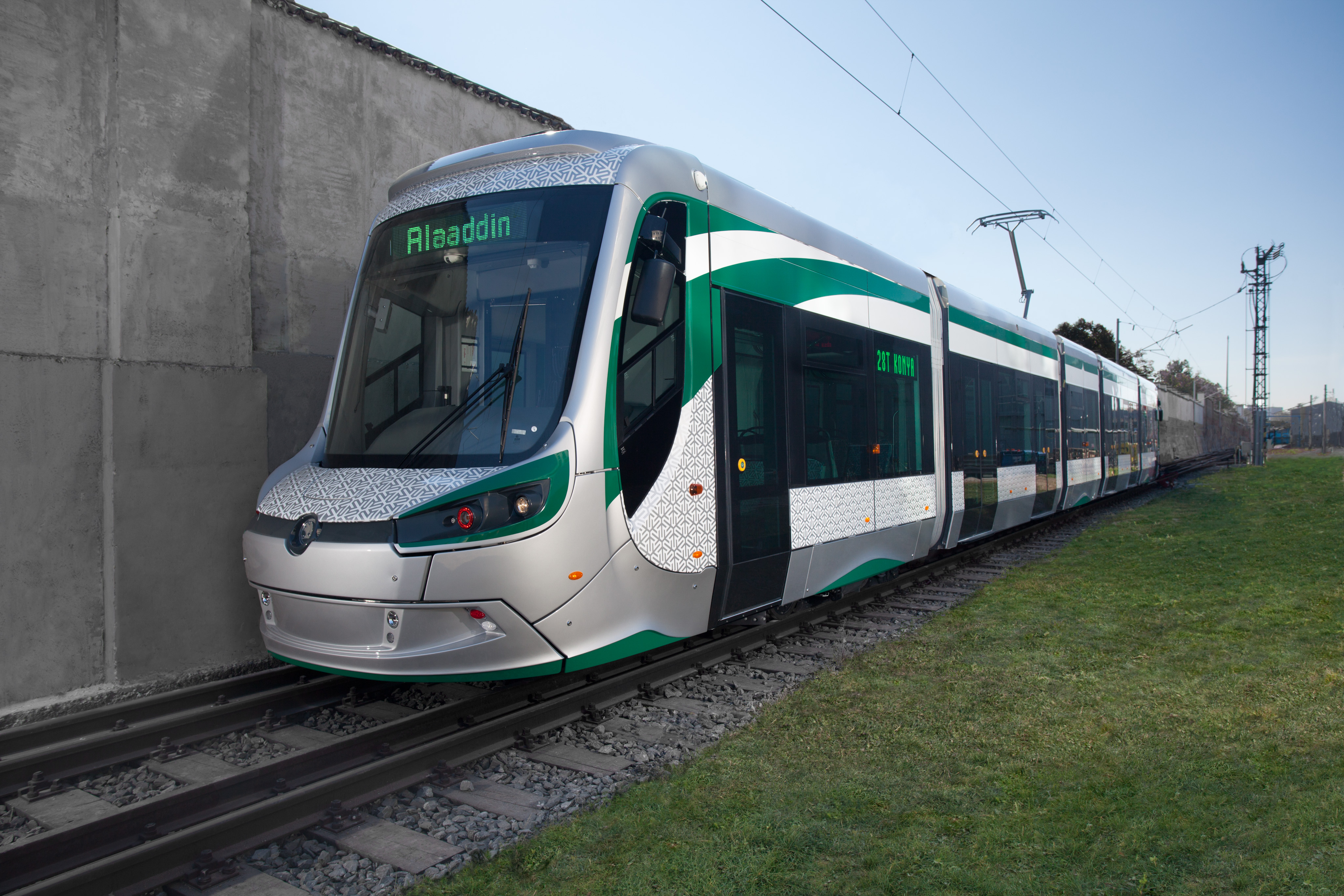
شكودا 28 الترام المنتجة لبلدية قونية متروبوليتان.

### حافلة
محطة الحافلات لديها اتصالات إلى مجموعة من الوجهات، بما في ذلك إسطنبول وأنقرة وإزمير.

### ترام
يوجد في قونية شبكة ترام في وسط المدينة، حيث يتم استخدام الترام 28 شكودا.

### السكك الحديدية
قونية متصلة أنقرة، إسكي شهير وإسطنبول عن طريق خدمات السكك الحديدية عالية السرعة من السكك الحديدية الحكومية التركية.

### المطار
مطار قونية هو مطار عام والقاعدة الجوية العسكرية التي تُستخدم أيضا من قِبل الناتو. في عام 2006، خدم مطار قونية 2,924 طائرة و262،561 راكبًا.

## المعالم الرئيسية

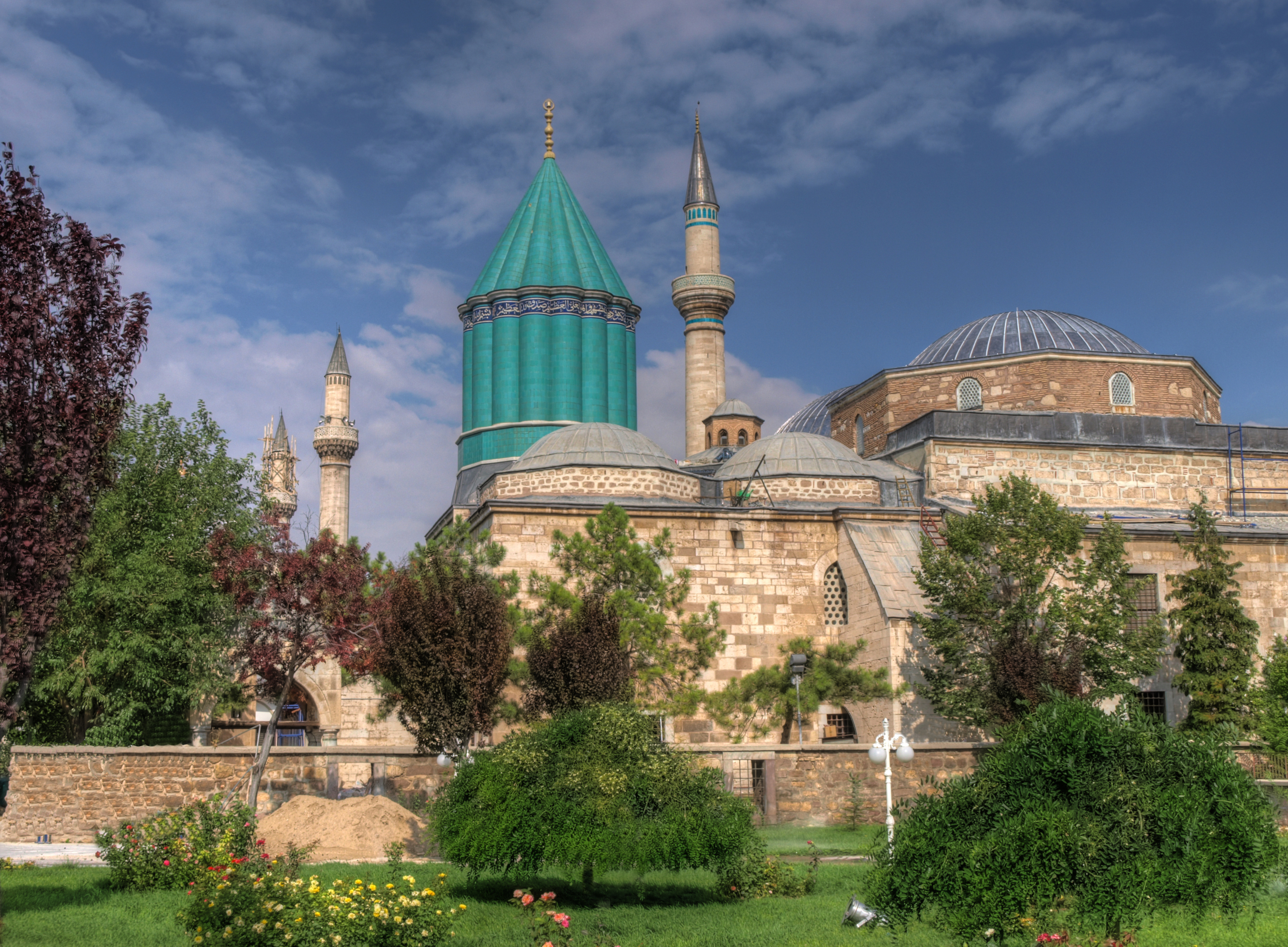
متحف مفلانا (1274) هو المكان الصوفي للصوفي والشاعر الرومي في قونية، عاصمة السلطنة السلجوقية الأناضولية.

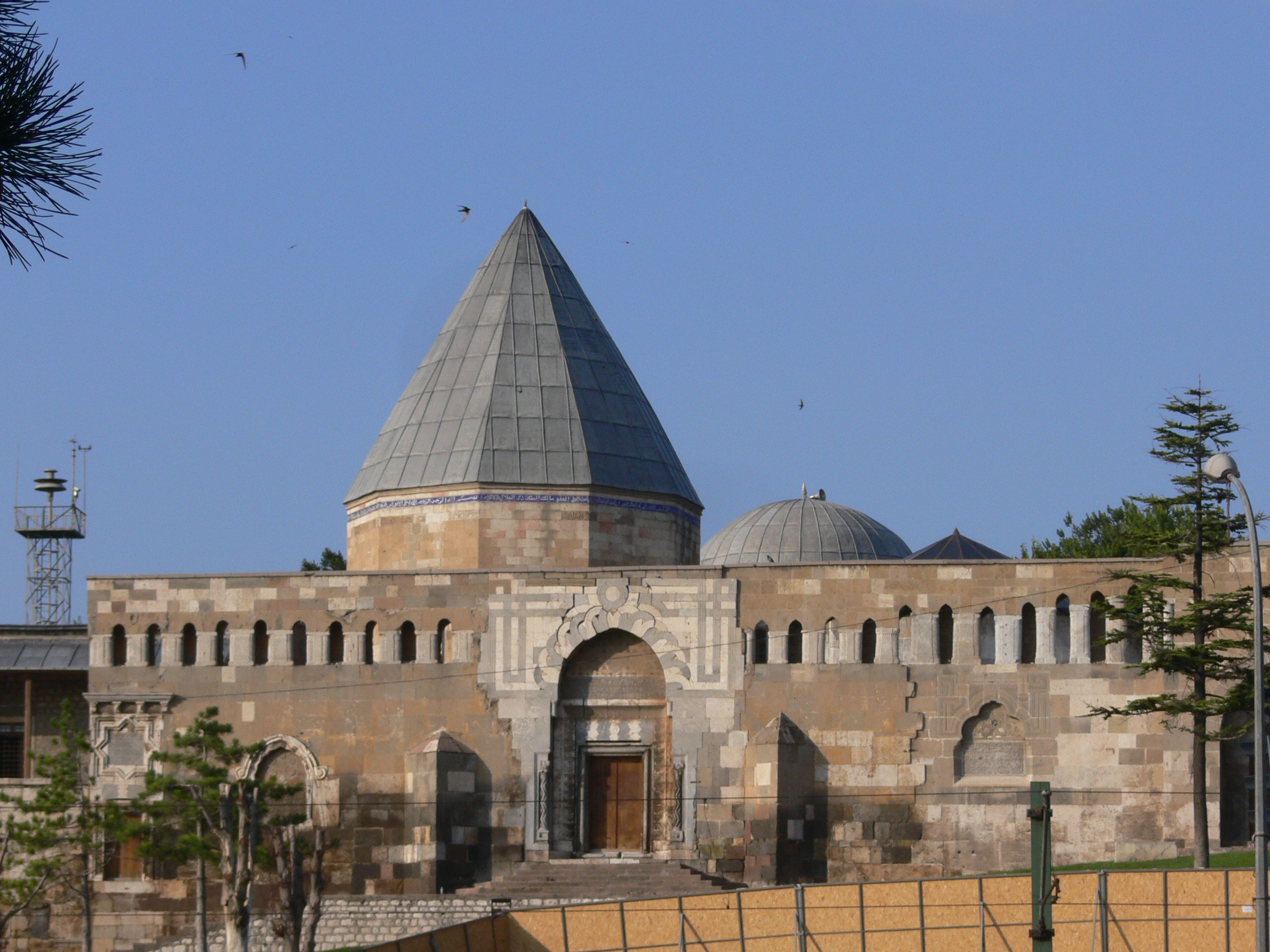
مسجد علاء الدين (1235) في قونية

- متحف ميفلانا، سابقا تيك ميفلانا[بحاجة لمصدر]
- مسجد علاء الدين[بحاجة لمصدر]
- متحف مئذنة إنس[بحاجة لمصدر]
- متحف كاراتاي المدرسي[بحاجة لمصدر]
- مسجد العزيزية[بحاجة لمصدر]
- متحف قونية الإثنوغرافي[بحاجة لمصدر]
- متحف قونية الأثري[34]
- متحف بيت أتاتورك[بحاجة لمصدر]
- متحف مدينة إزيت كويونوغلو[بحاجة لمصدر]
- كنيسة القديس بولس الكاثوليكية في تل علاء الدين[بحاجة لمصدر]
- برج السلجوق، أطول مبنى في قونية[بحاجة لمصدر]

## الرياضة
قونيا سبور هو ناد لكرة القدم في المدينة، التي تظهر في الدوري التركي لكرة القدم المهنية. في 31 مايو 2017، فاز أول الكأس الوطني من تاريخه، وفاز توركي كوباسي في المباراة النهائية ضد إسطنبول باساكسهير في تبادل لاطلاق النار عقوبة. وكرر الفريق في 6 أغسطس بعد فوز تركيا سوبر كوباسي ضد بطل بشيكتاش تركيا.

## الثقافة

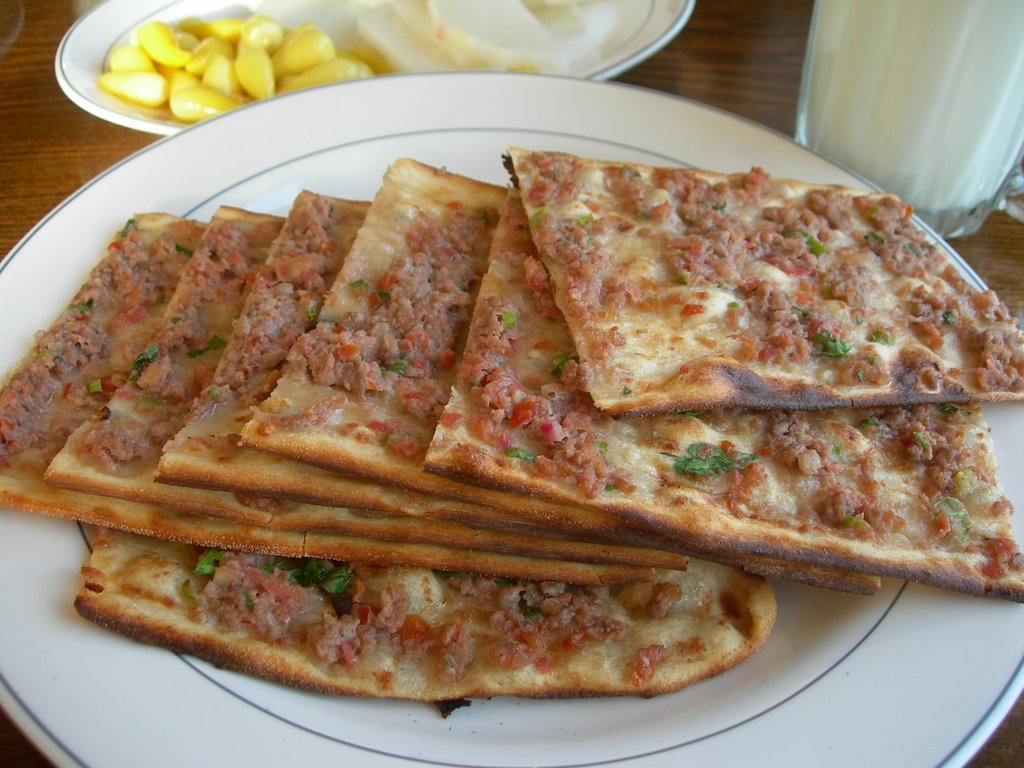
إتلي إكمك هو طبق محلي من قونية.

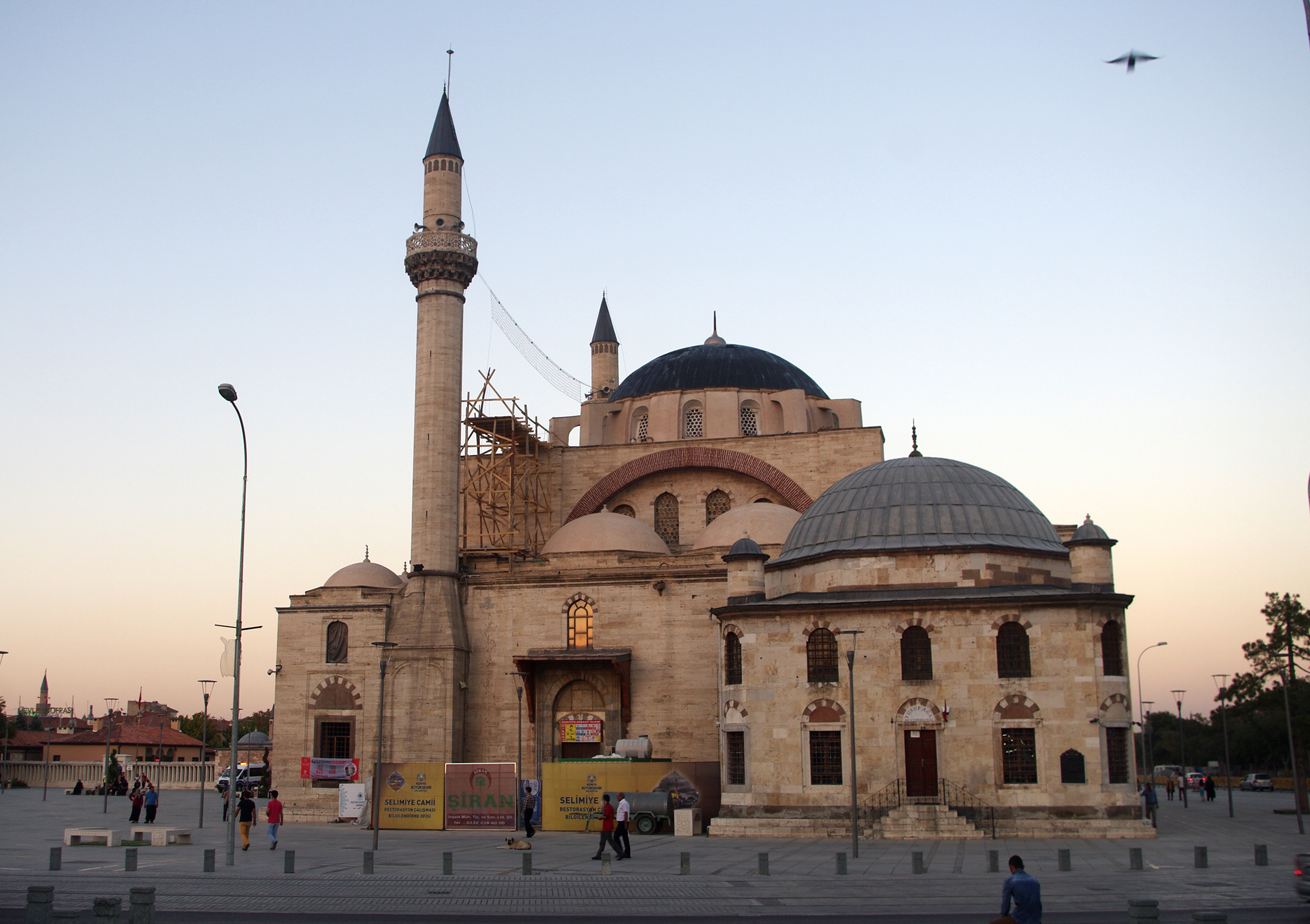
مسجد السليمية (1558) في قونية.

كانت قونية المنزل الأخير رومي (ميفلانا)، الذي قبره في المدينة. في عام 1273، أتباعه في قونية أنشأ ميفليفي النظام الصوفي من الإسلام وأصبح يعرف باسم الدراويش الدوارة. قونية لديها سمعة كونها واحدة من المراكز الحضرية أكثر دينيًا المحافظة في تركيا. كانت تعرف سابقا باسم «قلعة الإسلام» وسكانها لا يزالون أكثر تكرارًا نسبيًا من تلك الموجودة في مدن أخرى.
أنتجت قونية السجاد التركي الذي تم تصديره إلى أوروبا خلال عصر النهضة. كانت هذه المنسوجات الغالية الثمن والمنسوجة غنية على طاولات، أو أسرة، أو صدورهم لإعلان الثروة ووضع أصحابها، وكثيرا ما أدرجت في اللوحات الزيتية المعاصرة كرموز لثروة عملاء الرسام.
الأغاني الشعبية التركية يدعى كونيالم، كونياليا غوزيل ديرلر وكونيالم يمان كالار، مما يشير إلى أحد أفراد أسرته من قونية.
تشمل المأكولات المحلية في قونية الأطباق المصنوعة من قمح البلغر ولحم الضأن. واحدة من الأطباق الشهيرة في المدينة هي إيتلي إكمك، وهو ما يشبه لاهماكون والبيتزا.
الأطباق: إتليكميك - خبز مسطح خبز باللحم الأرضي والفلفل والبصل والطماطم (البندورة).
البيسمانية - على غرار حلوى القطن الأمريكية وتشبه الكرة البيضاء بالكامل من الغزل.
فرون كباب - لحم مفروم (عادة لحم الضأن).
مختلف الحلوى: من المعروف كونيا لحلوياتهم. وهي مشهورة بالأخوات، وهي حلوة تركية قديمة مصنوعة من الجزر.
تيريت - طبق الأرز التقليدي الذي يتم مع اللحوم والخضروات المختلفة.
تافاك سويو- حساء الطماطم على أساس المرق المصنوع من الدجاج المشوي والمكرونة.

## البلدات التوأم
- قونية توأمة مع:-

| أوروبا - بارلاد، رومانيا - تيتوفو، جمهورية مقدونيا - فيرونا، إيطاليا - سراييفو، والبوسنة والهرسك - باريس، فرنسا | الأمريكتين - لوس أنجلوس، كاليفورنيا - تيخوانا، باجا كاليفورنيا - سانتياغو، تشيلي | آسيا - شيكي، أذربيجان - غانجا، أذربيجان - تبريز، إيران - قم، إيران - خوي، إيران (منذ عام 2011) - نيسابور، إيران (منذ عام 2011) - صنعاء، اليمن - شيان، الصين - ملتان، باكستان - كيوتو، اليابان - سيلهيت، بنغلاديش | أفريقيا - كردفان، السودان |

## مزيد من القراءة
نشرت في القرن 19
- "Konia"، Handbook for Travellers in Turkey (ط. 3rd)، London: J. Murray، 1854، OCLC:2145740
- كليمان هوارت (1897). Konia, la ville des derviches tourneurs (بالفرنسية). Paris: Leroux. Archived from the original on 2017-01-01.

نشرت في القرن 20
- "Konia"، The Encyclopædia Britannica (ط. 11th)، New York: Encyclopædia Britannica، 1910، OCLC:14782424
- E. Broadrup (1995). "Konya/Catal Huyuk". International Dictionary of Historic Places. Chicago: Fitzroy Dearborn.

نشرت في القرن 21
- C. Edmund Bosworth، المحرر (2007). "Konya". Historic Cities of the Islamic World. Leiden: دار بريل للنشر.
- "Konya". Grove Encyclopedia of Islamic Art & Architecture. Oxford University Press. 2009.

## وصلات خارجية
قالب:EB1911 Poster
- Encyclopædia Britannica: Konya
- More information about Konya
- Emporis: Database of highrises and other structures in Konya
- Detailed Pictures of Mevlana Museum
- Pictures of the city, including Mevlana Museum and several Seljuk buildings
- 600 Pictures of the city and sights
- Extensive collection of pictures of the Mevlana museum in Konya
- Cities of St. Paul, 316-384
- ArchNet.org. "Konya". Cambridge, Massachusetts, USA: MIT School of Architecture and Planning. مؤرشف من الأصل في 2012-10-23.
- "Konya". Islamic Cultural Heritage Database. Istanbul: Organization of Islamic Cooperation, Research Centre for Islamic History, Art and Culture. مؤرشف من الأصل في 2013-05-16.